# Château de la Mothe (Nontron)

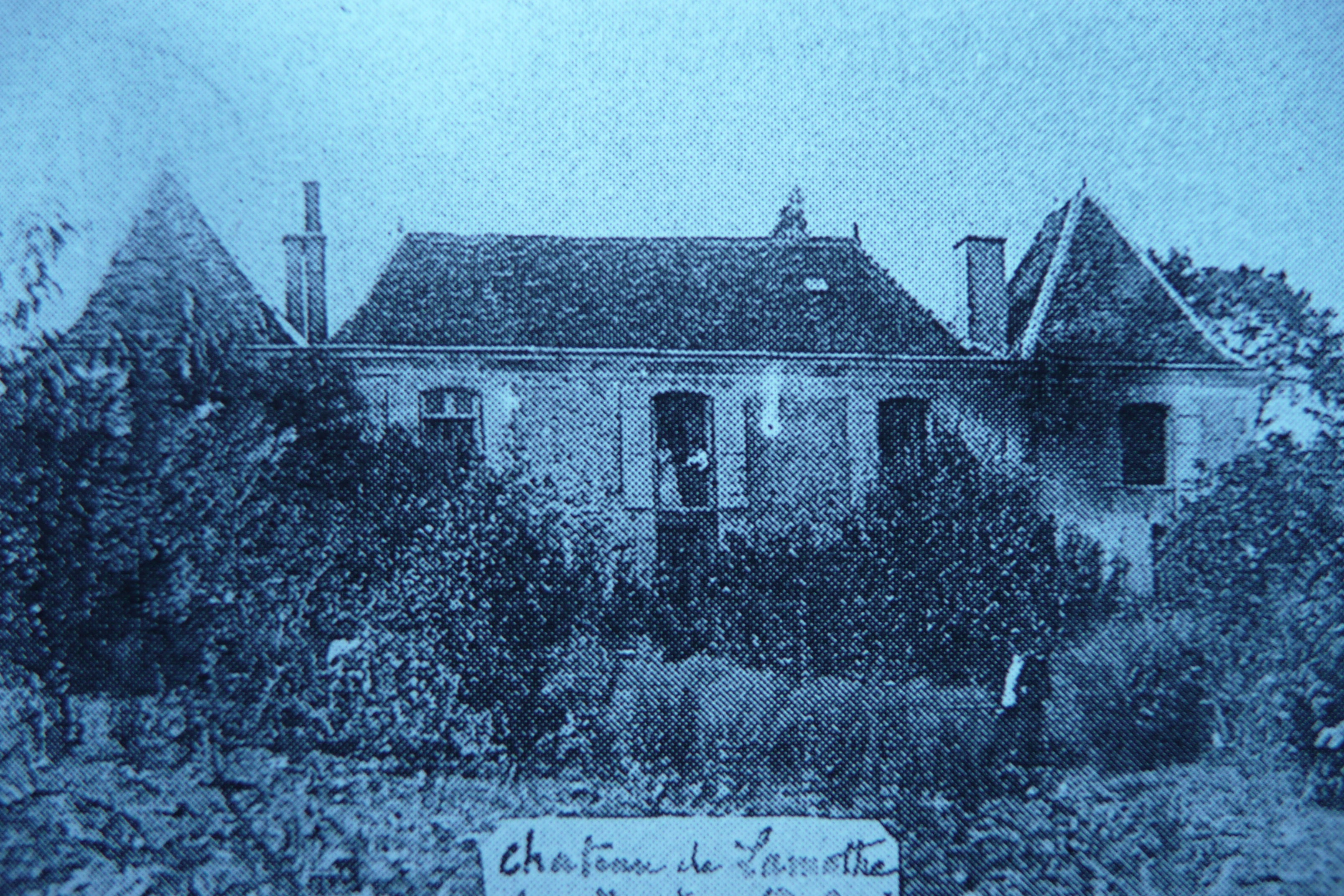
Chateau de La Mothe

Das Château de la Mothe ist ein Schloss in der französischen Arrondissementhauptstadt Nontron im Département Dordogne aus dem 15. Jahrhundert. Es befindet sich in einer 0,8 ha großen, parkähnlichen Gartenanlage und ist in Privatbesitz.
Das Gebäude befindet sich auf ca. 260 m Höhe in leichter südöstlich ausgerichteten Hanglage nördlich des Zentrums von Nontron in einer lockeren Bebauung von Einzelgebäuden. Das Anwesen steht zum Verkauf.

## Geschichte
Das Gebäude gilt als das älteste der Stadt.
Das Schloss war der Alterssitz von Marguerite de La Rocque, nach ihrem unfreiwilligen Aufenthalt auf den Isles de la Demoiselle, wo sie einige Jahre als Schiffbrüchige allein gehaust hatte. Sie soll um das Jahr 1515 geboren sein und besaß umfangreiche Ländereien und Immobilien, das ihr ein sorgenfreies Leben ermöglicht hätte. Ihr Cousin Jean-François de Roberval war unter Franz I. in den Jahren 1541 bis 1543 zum Befehlshaber von Neufrankreich ernannt worden. Marguerite schloss sich ihm an, kam während der Überfahrt mit der calvinistischen Moral in Konflikt und wurde auf einer Insel von Neufundland ausgesetzt. Ihr schlossen sich ihr Liebhaber, der die Bestrafung verursacht hatte, und ihre Zofe  an. Beide überlebten nicht, Marguerite wurde nach einigen Jahren von einem baskischen Fischer entdeckt und gerettet.